# سامي بريتو
سامي بريتو (بالإنجليزية: Sammy Brett)‏ (25 ديسمبر 1879 في المملكة المتحدة - 1939) هو مدرب كرة قدم ولاعب كرة قدم بريطاني (وحمل سابقاً جنسية المملكة المتحدة لبريطانيا العظمى وأيرلندا) في مركز مهاجم داخلي. لعب مع نادي برينتفورد ونادي ساوثبورت ووست بروميتش ألبيون وWellingborough Town F.C. ‏.